# Wydundra windsor
Wydundra windsor là một loài nhện trong họ Gnaphosidae.
Loài này thuộc chi Wydundra. Wydundra windsor được Norman I. Platnick & Barbara Baehr miêu tả năm 2006.